# سامح حبيب
سامح أكرم حبيب أو سام حبيب هو سياسي بريطاني فلسطيني، هو حاليًا أمين عام حزب العمال في لندن. في عام 2024 ترشح للبرلمان في إيلينغ نورث كمرشح مستقل دون جدوى قبل الانضمام إلى حزب العمال البريطاني.

## سيرته
حصل سامح أكرم حبيب على درجة البكالوريوس في الأدب الإنجليزي من الجامعة الإسلامية بغزة ودرجة الماجستير في ريادة الأعمال ووسائل التواصل الاجتماعي. بدأ سامح مدونة "غزة اليوم" في أواخر عام 2007. خلال حرب غزة 2008-2009 كان مصدرًا للأخبار في غزة. عمل مراسلاً لعدد من وسائل الإعلام، بما في ذلك ذا ريل نيوز و قناة الجزيرة.
في مارس 2009، أسس حبيب صحيفة فلسطين تلغراف الإلكترونية. في أبريل/نيسان 2010، نشر موقعه مقابلة مع الزعيم السابق لحزب كو كلوكس كلان ديفيد ديوك، حيث ذكر ديوك أن إسرائيل تشكل تهديداً إرهابياً ضد أميركا. استقالت جيني تونج، إحدى الداعمات للموقع، من منصبها كراعية بسبب نشر الموقع للفيديو. في أوائل شهر مايو 2010، تم سحب إصدار من صحيفة ليدز ستيودنت التي يقع مقرها في جامعة ليدز من البيع من قبل اتحاد الطلاب بعد شكاوى بسبب عرض مقابلة مع حبيب. سُئل عما إذا كانت "مؤسسات الإعلام السائدة لديها أجندة خفية؟" فأجاب: "إنها بالتأكيد مؤيدة لإسرائيل. أعتقد أنه يجب عليك أن تسأل نفسك من يتحكم في وسائل الإعلام."

## مسيرته السياسية
انضم حبيب إلى حزب العمال كمؤيد في عام 2010 وأصبح عضوًا كامل العضوية في عام 2016 بينما كان جيريمي كوربين يقود الحزب. تم اختيار حبيب من قبل حزب العمال للترشح لمنصب المستشار في نورثوود في عام 2018 قبل أن يتم إيقافه بسبب تعليقاته المعادية للسامية وزعمه أن اليهود يسيطرون على وسائل الإعلام. أنهى حزب العمال عضوية حبيب خلال الانتخابات العامة لعام 2024.
في عام 2024، أعلن ترشحه بشكل مستقل لدائرة إيلينغ الشمالية. حصل على حوالي 7.3% من الأصوات في إيلينغ الشمالية.